# Underworld – Aufstand der Lykaner
Underworld – Aufstand der Lykaner ist ein Action-Horrorfilm aus dem Jahr 2009 und nach Underworld: Evolution die zweite Fortsetzung von Underworld. Es handelt sich dabei um ein Prequel, sodass die Handlung des Films noch vor Underworld stattfindet. Screen Gems veröffentlichte den Film in Deutschland am 26. Februar 2009.

## Handlung
Der Film erzählt die Geschichte des Ursprungs der Lykaner. Lucian ist der erste Lykaner, der von einer Werwölfin geboren wurde. Seine Verwandlung in einen Werwolf wird nicht durch den Mond beeinflusst, sondern er ist in der Lage, sie bewusst durchzuführen. Viktor, einer der drei Ältesten unter den Vampiren, lässt Lucian in seinem Konvent aufwachsen. Er wird jedoch wie ein Tier gehalten und muss ein Dornenhalsband tragen, das ihn bei einer eigenmächtigen Verwandlung töten würde. Viktor erschafft weitere Werwölfe, das Volk der Lykaner, die als Sklaven für seine eigene Rasse dienen. Währenddessen verüben „wilde“ Werwölfe, die umgewandelten Opfer von William, dem ersten Werwolf, aus den Wäldern heraus Übergriffe auf menschliche Siedlungen.
Viktors Tochter Sonja, eine rebellische junge Vampirin, hat eine heimliche Beziehung mit Lucian. Diese Vermischung der Blutlinien ist strengstens untersagt und würde mit dem Tod bestraft, sollte sie bekannt werden.
Eines Nachts missachtet Sonja erneut die Anweisungen ihres Vaters und schließt sich einem Geleitschutz für mehrere menschliche Adlige an, die ihre Tributzahlungen zum Konvent bringen. Es kommt zu einem Übergriff durch eine Übermacht „wilder“ Werwölfe. Lucian, der die Gefahr spürt, bricht aus, befreit sich von seinem Halsband und eilt Sonja im Kampf gegen die Werwölfe zu Hilfe. Obwohl er ihr Leben rettet, erwartet ihn jedoch nicht Viktors Dankbarkeit, sondern eine Auspeitschung, der Verlust aller seiner Privilegien und verschärfte Gefangenschaft.
Tanis, der die Liaison von Lucian und Sonja beobachtet hat, schließt einen Pakt mit den beiden. Für seine Hilfe bei der Flucht bietet ihm Sonja ihren Platz im Ältestenrat an. Die Flucht gelingt jedoch nur Lucian und einigen Lykanern, die nun im Wald für einen Angriff auf die Festung der Vampire rüsten.
Viktor beginnt die wahren Zusammenhänge zu durchschauen und stellt Sonja zur Rede. Diese eröffnet ihm, dass sie schwanger ist. Viktor, zutiefst schockiert über diesen Vertrauensbruch, hält Sonja in ihrem Zimmer gefangen und benutzt sie als Köder für Lucian. Dieser dringt alleine in den Konvent ein und versucht, Sonja zu befreien, doch die Flucht der beiden scheitert, und beide werden wieder gefangen genommen. Sonja wird vom Ältestenrat zum Tod verurteilt, und auch Viktor stimmt dieser Entscheidung schweren Herzens zu.
Sonja und Lucian werden in einem kuppelförmigen Raum angekettet. Nachdem Lucian noch einmal ausgepeitscht wurde und die Vampire den Raum verlassen haben, wird die Kuppel geöffnet. Das eindringende Sonnenlicht verbrennt Sonja binnen Sekunden. Als Viktor später erscheint, verwandelt sich Lucian und versucht, als Werwolf zu entkommen. Sein Gebrüll ist das Startsignal für die Armee von „wilden“ Werwölfen und Lykanern im Wald, die nun mit der Erstürmung der Festung beginnen. Lucian verfolgt den flüchtenden Viktor durch die Katakomben der Festung, kämpft mit ihm und verletzt ihn schwer, worauf Viktor in den Brunnen stürzt und im Wasser versinkt.
Doch Viktor überlebt und kann mit der Hilfe von Tanis die beiden anderen Ältesten in Sicherheit bringen. Alle anderen Vampire auf der Festung werden von der Werwolfmeute niedergemetzelt.
Das Ende des Films zeigt die Einleitungsszene aus dem ersten Teil von „Underworld“, bei der Selene im Regen auf dem Balkonsims eines Gebäudes sitzt und in die Tiefe starrt, unterlegt mit den Worten Kravens, der Selene eröffnet, dass Viktor und nicht die Lykaner ihre Familie umgebracht habe. Viktor verschonte Selene nur aus dem einen Grund, weil sie ihn an seine Tochter erinnere – die Tochter, die er einst zum Tode verurteilte, woraufhin Selene erwidert: „Alles Lügen“.

## Produktion
Im September 2003, kurz nach Erscheinen des ersten Teils, planten die Produktionsfirmen Screen Gem und Lakeshore, einen dritten Teil als Prequel zu Underworld zu veröffentlichen. Kate Beckinsale, die Selene darstellt, zeigte Interesse, die Rolle auch in den beiden Fortsetzungen zu übernehmen.
Im Dezember 2005 erklärte der Regisseur Len Wiseman (Underworld: Evolution), dass das Underworld-Franchise als Trilogie angelegt wurde. Wiseman sagte: „Wir wollten irgendwie eine ganze Geschichte entwerfen… eine riesige Sammlung aus Ideen und Handlungsfäden, die wir uns zu unterschiedlichen Möglichkeiten ausdachten.“
Im Juni 2006 sagte Wiseman in einem Interview: „Der dritte Film wird ein Prequel. Es wird der Anfang der gesamten Handlung sein und man wird Dinge über Lucian erfahren, die man vorher nicht wusste; er wird eine große Rolle spielen. Es geht um den Ursprung (der Rassen der Lykaner und Vampire) und wie der Krieg anfing. Es wird ein punktueller Film. Der Film wird auch zum ersten Mal die Sicht der Lykaner zeigen.“ Der Regisseur sagte außerdem: „In den Zeiten des Schreibens wurde eine Menge getan. Wir entwickelten Underworld 3 für eine Weile. Ich werde auch nicht Regie führen; ich werde nur Produzent sein und schreiben.“ Als man ihn fragte, ob Kate Beckinsale wieder Selene im Prequel darstellen würde, sagte Wiseman: „Der Film spielt in der Zeit vor ihr und wird sich mit ihrer Entstehung überlappen. Wir sind gerade dabei, wie weit wir damit gehen werden.“ Im Oktober 2006 zeigte Michael Sheen, der den Lucian in den beiden vorherigen Filmen darstellte, Interesse daran, diese Rolle auch im dritten Teil zu spielen.
The Hollywood Reporter kündigte am 26. Oktober 2007 an, dass Danny McBride das Drehbuch schreiben würde und Patrick Tatopoulos, der die Spezialeffekte aller drei Teile schuf, sein Regiedebüt geben würde.
Len Wiseman produzierte den Film und steuerte Teile zum Drehbuch bei, gab die Regie aber wie angekündigt an Tatopoulos ab. Kate Beckinsale als Selene ist nur in der letzten Szene des Films zu sehen, die aus Underworld übernommen wurde und damit die Überleitung zu dessen Handlung herstellt. Außerdem ist sie zu Beginn als Erzählerin zu hören.
Der Film wurde in Auckland (Neuseeland) und in Roxboro (North Carolina) gedreht. Die Dreharbeiten begannen am 10. Januar 2008 und endeten am 19. März 2008. Die Produktionskosten des Films werden auf 35 Millionen US-Dollar geschätzt.
Am 22. Januar 2009 feierte der Film in verschiedenen Ländern seine Weltpremiere, darunter in Australien. Einen Tag später lief der Film in den USA, Kanada und dem Vereinigten Königreich an. In Deutschland war der Film ab dem 26. Februar 2009 zu sehen, in Österreich einen Tag später. Der Film erschien auf DVD in den USA am 12. Mai 2009, im Vereinigten Königreich am 18. Mai 2009 und in Deutschland am 20. August 2009, wo ihn Sony Pictures Home Entertainment mit einer FSK-16-Freigabe auf den Markt brachte.
Am Eröffnungswochenende spielte der Film in den USA über 20,8 Millionen US-Dollar ein, insgesamt wurden in den USA über 45,8 Millionen US-Dollar eingenommen.
Viktor, Lucian und Selene sind die drei einzigen Hauptfiguren, die in allen drei Spielfilmen der Underworld-Filmreihe zu sehen sind. Jede dieser drei Figuren ist in jeweils einem der Filme jedoch ausschließlich in einer Rückblende zu sehen. Bei Viktor und Lucian ist dies Underworld: Evolution, bei Selene ist es Underworld – Aufstand der Lykaner. Der Bibliothekar Tanis spielt in Underworld: Evolution und Underworld – Aufstand der Lykaner eine wichtige Rolle.

## Soundtrack
Der Soundtrack zum Film, der 16 Musiktitel enthält, erschien am 13. Januar 2009 unter dem Titel Underworld: Rise of the Lycans beim Musiklabel Lakeshore Records. Komponist war Paul Haslinger. Allerdings sind auf dem Soundtrack auch Lieder von Bands zu finden, wie beispielsweise Puscifer mit Lighten Up Francis (Jle Dub Mix).
| Nr. | Titel                                              | Interpret                                               | Dauer |
| --- | -------------------------------------------------- | ------------------------------------------------------- | ----- |
| 1.  | Lighten Up Francis (Jle Dub Mix)                   | Puscifer                                                | 4:34  |
| 2.  | Underneath the Stars (Renholdër Remix)             | The Cure feat. Maynard James Keenan, Puscifer and Milla | 3:36  |
| 3.  | Nasty Little Perv (Renholdër Remix)                | Perry Farrell                                           | 2:24  |
| 4.  | Hole in the Earth (Renholdër Remix)                | Deftones                                                | 3:47  |
| 5.  | Miss Murder (VNV Nation Remix)                     | AFI                                                     | 5:59  |
| 6.  | Over and Out (Renholdër Remix)                     | Alkaline Trio                                           | 3:29  |
| 7.  | Deathclub (Wes Borland/Renholdër Remix)            | William Control feat. Matt Skiba                        | 3:51  |
| 8.  | Board Up the House (Renholdër Remix)               | Genghis Tron                                            | 4:19  |
| 9.  | Stiff Kittens (JNRSNCHZ Blaqkout Remix)            | Blaqk Audio                                             | 4:59  |
| 10. | Broken Lungs (The Legion of Doom Remix)            | Thrice                                                  | 4:48  |
| 11. | Today We Are All Demons (Beneath the World Mix)    | Combichrist                                             | 4:35  |
| 12. | I Want You To                                      | Black Light Burns                                       | 3:10  |
| 13. | Two Birds, One Stone (Wes Borland/Renholdër Remix) | Drop Dead, Gorgeous                                     | 2:56  |
| 14. | Let’s Burn                                         | King Black Acid                                         | 4:28  |
| 15. | Tick Tock Tomorrow (Wes Borland/Renholdër Remix)   | From First To Last                                      | 3:48  |
| 16. | Steal My Romance                                   | Ghosts on the Radio                                     | 3:02  |

## Kritik
Cinema urteilte: „Da das Prequel zu »Underworld« und »Underworld: Evolution« die Anfänge der uralten Fehde schildert, musste Kate Beckinsale (Viktors spätere Adoptivtochter Selene) durch die neue Hauptdarstellerin Rhona Mitra ersetzt werden. Für die Fangemeinde dürfte der Reiz ohnehin vor allem darin bestehen, dass die Geschichte erstmals aus der Sicht der Lykaner erzählt wird. Dass gerade diese arg künstlich aussehen, ist schade - aber verzeihlich: Dank Bill Nighy gefriert einem trotzdem das Blut in den Adern.“
Christina Krisch schrieb in der Kronen-Zeitung vom 26. Februar 2009, dass der Film unterirdisch-effektvoller Horror mit epischer Ambition sei. Der Film würde vor allem durch Ausstattung und nachtschwarze Katakomben-Look-Atmosphäre wirken. Die Dialoge hätten allerdings mehr „Biss“ vertragen.
Das Lexikon des internationalen Films meinte: „Solide, aber vorhersehbar inszeniertes Genrekino, das die Chance zum Melodram ebenso verschenkt wie den Entwurf einer Neuen Mythologie. Mögliche politische Bezüge von Klassenkampf bis Rassenwahn werden gänzlich ignoriert. Zu wenig verborgene Ängste und verborgenes Begehren prägen die Unterhaltungsoberfläche.“

## Fortsetzungen
2012 ist der vierte Film Underworld: Awakening in die Kinos gekommen. Es handelt sich dabei jedoch um kein weiteres Prequel, sondern eine Fortsetzung von Underworld: Evolution. Kate Beckinsale übernahm wieder die Rolle der Selene und die Schweden Måns Mårlind und Bjorn Stein führten Regie. Die Deutschland-Premiere des Films war am 2. Februar 2012. 2016 folgte mit Underworld: Blood Wars eine weitere Fortsetzung.